# Ch-55
Die Ch-55 (russisch Х-55) ist ein sowjetischer Luft-Boden-Marschflugkörper, der von dem sowjetisch/russischen Unternehmen Raduga produziert wird. In den START-Verträgen wird er als RKW-500 aufgeführt. Der NATO-Codename lautet AS-15 Kent.

## Entwicklung
Die Wurzeln der Ch-55 liegen in einer vom Avionik-Forschungsinstitut GosNIIAS durchgeführten Studie mit der Bezeichnung Echo (russisch Эхо). In dieser, in den späten 1960er-Jahren durchgeführten Studie wurden Möglichkeiten zur zukünftigen Entwicklung von luftgestützten strategischen Lenkwaffen untersucht. Die Studie kam zum Schluss, dass es effektiver ist, eine große Anzahl kleiner Unterschall-Marschflugkörper einzusetzen als die großen und schweren Überschallraketen, welche sich zurzeit im sowjetischen Nukleararsenal befanden. Die Studie ging davon aus, dass eine Vielzahl niedrig fliegender Raketen eine größere Chance hätte, der feindlichen Luftabwehr zu entgehen, als eine kleinere Anzahl hoch fliegender und großer Lenkwaffen. Weiter war auch bekannt, dass die Vereinigten Staaten bereits mit der Entwicklung solch kleiner Marschflugkörper begonnen hatten. Dort war man nach verschiedenen Studien zu einer ähnlichen Schlussfolgerung gekommen, was zur Entwicklung der AGM-86 ALCM und BGM-109 Tomahawk führte. Basierend auf der Echo-Studie wurde daraufhin ein Pflichtenheft ausgearbeitet und am 8. Dezember 1976 erteilten das Zentralkomitee der KPdSU und der Ministerrat der UdSSR den Auftrag zu Entwicklung eines neuen Unterschall-Marschflugkörpers. Angedacht war die Entwicklung von jeweils einer luft-, land- und seegestützten Variante. Der Auftrag für die luftgestützte Ch-55 ging an das Konstruktionsbüro Raduga in Dubna. Zeitgleich erteilte man dem OKB-52 Tschelomei den Auftrag zur Entwicklung eines großen, schweren Überschall-Marschflugkörpers. Dieser sollte, falls das Projekt bei Raduga nicht zum Erfolg führen sollte als Ersatz dienen. Dieses Projekt führte zur Entwicklung der Ch-80, welches später nach verschiedenen Fehlschlägen eingestellt wurde.
Zum Projektleiter für die Ch-55-Entwicklung wurde das ZK-Mitglied Iwan Stepanowitsch Silajew, der später sowjetischer Luftfahrtminister werden sollte, bestimmt. Bei Raduga sah sich Chefkonstrukteur Igor Sergejewitsch Selesnjow mit einer großen Anzahl Herausforderungen konfrontiert. Es galt einen sehr kleinen Flugkörper zu entwickeln, welcher leicht war und nach einer Flugstrecke von über 2000 km im Tiefflug ein Ziel präzise treffen konnte. Eine besondere Herausforderung war die Entwicklung eines sehr kleinen Triebwerks sowie die eines komplett neuartigen Navigationssystems. Dieses wurde bei NIIP entwickelt und hergestellt. Das Turbofan wurde von NPO Saturn entwickelt und bei Motor Sitsch produziert. Nach zwei Fehlschlägen erfolgte der erste erfolgreiche Testflug einer Ch-55 im Jahr 1976. Im Jahr 1981 begann die Truppenerprobung mit den Ch-55-Serienmodellen in Achtubinsk und auf dem Atomwaffentestgelände Semipalatinsk in Semei. Dabei erfolgten ab dem Februar 1981 Starts ab einem modifizierten Tupolew Tu-95-Bomber. Bis Ende 1981 wurden 40 Ch-55 zu Testzwecken gestartet. Noch vor dem Ende der Truppenerprobung wurde der Auftrag zur Serienproduktion erteilt. Da Raduga mit der Produktion der Ch-22 ausgelastet war, wurde die Serienproduktion der Ch-55 an ChAPO in Charkow vergeben. Am 31. Dezember 1983 wurde die Ch-55 offiziell in die Bewaffnung der sowjetischen Streitkräfte aufgenommen. Für die Entwicklung der Ch-55 wurde den leitenden Entwicklern der Leninpreis der UdSSR verliehen. Im Jahr 1986 wurde die Serienproduktion der Ch-55 in das Mechanische Werk in Kirow verlegt.
Zeitgleich mit der Ch-55 entstanden in der Sowjetunion der U-Boot-basierte Marschflugkörper 3K10 Granat (NATO-Codename SS-N-21 Sampson) und der fahrzeuggebundene 3K12 Relief (NATO-Codename SS-C-4 Slingshot). Diese Marschflugkörper verwenden dieselben Technologien, sind aber eigenständige Modelle.
Anfang der 1990er-Jahre entstand die Ausführung Ch-65 mit einem konventionellen Gefechtskopf. Dieses Modell war für den Exportmarkt bestimmt und wurde nicht weiter verfolgt. Ende der 1990er-Jahre entstand die Ausführung Ch-555. Bei dieser wurde der Nukleargefechtskopf entfernt und durch einen konventionellen Gefechtskopf ersetzt.

## Technik

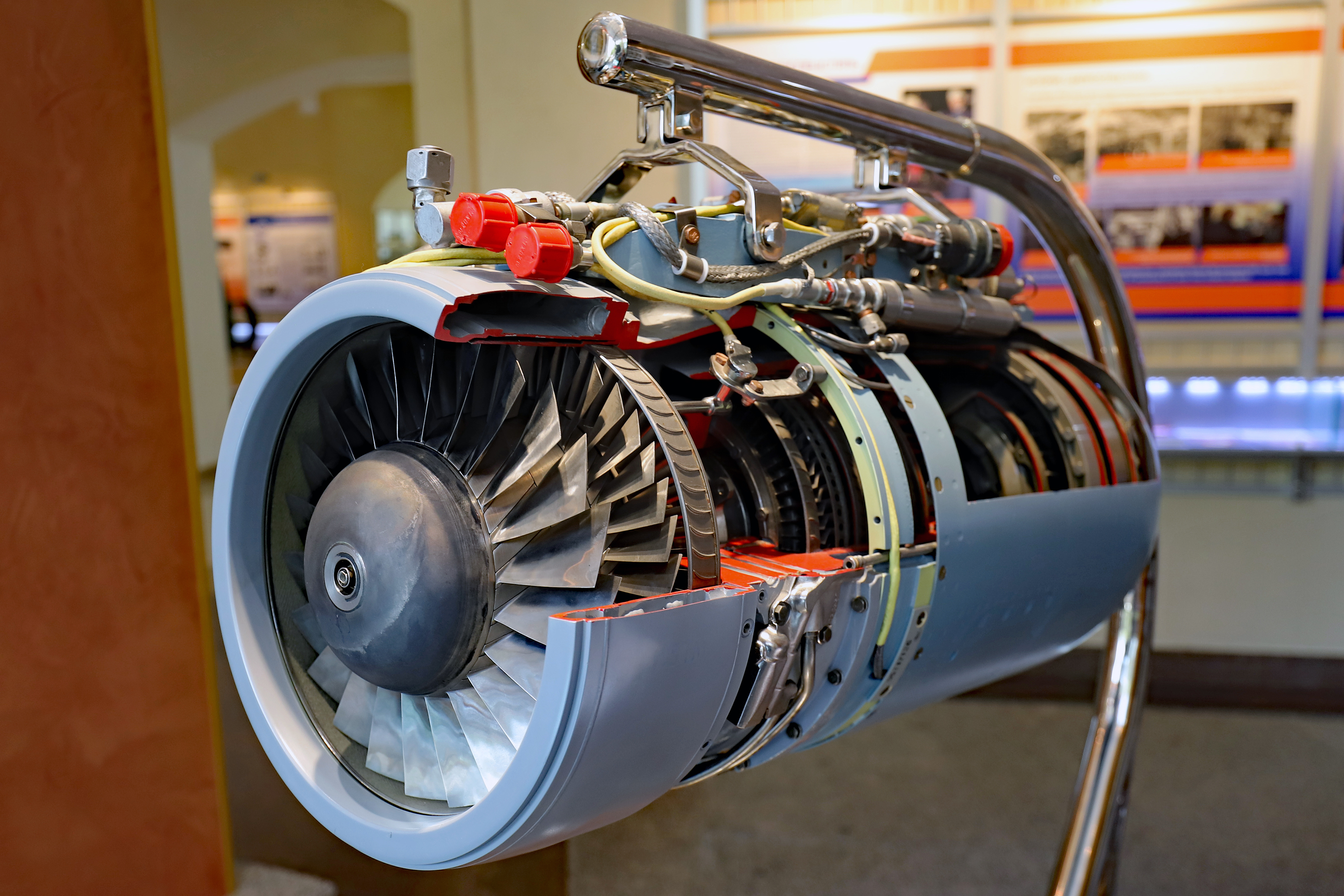
Schnittmodell des R95-300-Triebwerks

Der schlanke Rumpf der Ch-55 besteht aus Stahl und zu großen Teilen aus der AMG-6-Aluminiumlegierung sowie Kunststoffen und ist in vier Sektionen aufgeteilt: Hinter der Lenkwaffenspitze aus Kunststoff befindet sich das BSU-55-Navigationssystem. Dieses beinhaltet ein inertiales Navigationssystem, einen barometrischen Höhenmesser sowie den Radarhöhenmesser für das TERCOM-System. Dahinter folgt das beheizbare Fach für den TK-66-Nukleargefechtskopf. Dieser wiegt 130 kg und hat eine Sprengleistung von 200 kT. Hinter diesem Fach folgt der Haupttreibstofftank für entgastes T10-Flugbenzin. Im Heck ist das R95-300-Mantelstromtriebwerk (Turbofan) platziert. Es ist 950 mm lang, wiegt 95 kg und entwickelt einen Schub von 2,9–3,4 kN. Der Turbofan ist, während sich der Flugkörper am Startflugzeug befindet, in einer Nische im Flugkörperrumpf verstaut. Er wird nach dem Abwurf des Flugkörpers mit einem pantografischen Gestänge ausgefahren. Weiter sind im Heck die Elektronik, die Aktuatoren, das Steuersystem für die Steuerflächen sowie das RDK-300-Stromerzeugungsaggregat untergebracht. Dieses erzeugt eine Leistung von 4 kW. Am Heck befinden sich drei trapezförmige Steuerflächen, welche nach dem Abwurf ausgeklappt werden. Im mittleren Rumpfbereich sind zwei schlanke Tragflächen angebracht. Diese Flächen sind, während sich der Marschflugkörper am Startflugzeug befindet, im Flugkörperrumpf eingefahren.

## Varianten

### Ch-55

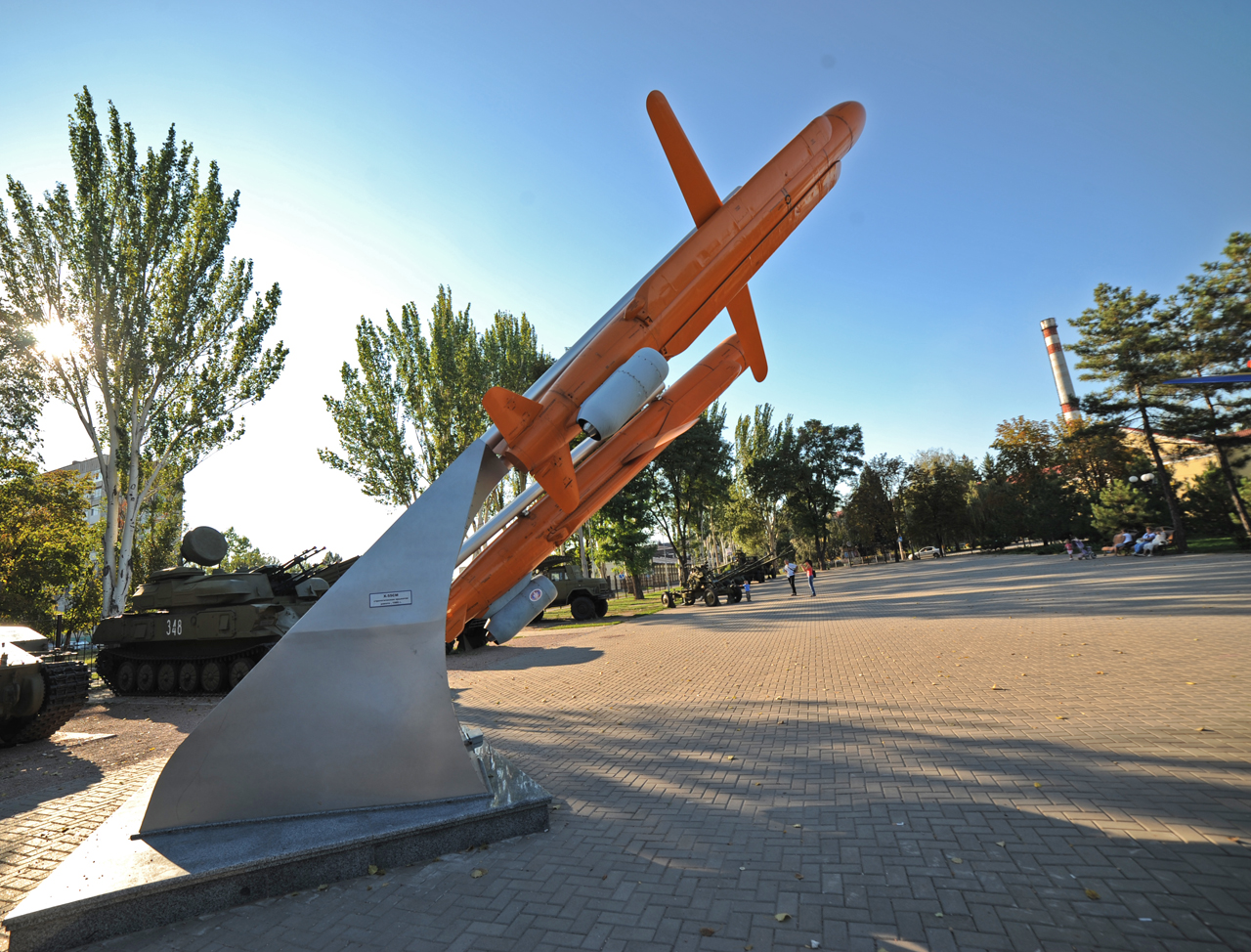
Ch-55SM

Die Ch-55 („Isdelije 120“) ist die 1. Serienversion und war Ende 1983 einsatzbereit. In den START-Verträgen wird sie als RKW-500 aufgeführt und der NATO-Codename lautet AS-15A Kent-A. Sie verwendet einen Nukleargefechtskopf mit 200 kT. Die Reichweite der Ch-55 beträgt 2.500 km und es wird ein Streukreisradius (CEP) von 40–100 m erzielt.

### Ch-55K/KR
Dies ist die 2. Serienversion der Ch-55. Sie besitzt eine abgeänderte Rumpfform und es werden neue Werkstoffe verwendet. Der Gefechtskopf, die Reichweite und der Streukreisradius bleibt gegenüber dem Vorgängermodell unverändert.

### Ch-55OM/OK
Dieser Prototyp wird „Isdelije 121“ bezeichnet. Er wurde für Tests mit einem DSMAC-Suchkopf verwendet. Eine Serienfertigung erfolgte nicht.

### Ch-55M
Die 3. Serienversion wird „Isdelije 124“ bezeichnet und entstand auf der Basis der Ch-55OM/OK. Als Gefechtskopf wird der angestammte Nukleargefechtskopf mit 200 kT verwendet. Die Reichweite der Ch-55M beträgt rund 2.500 km und es wird ein Streukreisradius (CEP) von 10–20 m erzielt.

### Ch-55SM
Die Ch-55SM („Isdelije 125“) ist eine Ch-55M mit Conformal Fuel Tanks. Diese enthalten zusätzlich 260 Ltr Flugbenzin. Die Flugerprobungen begannen im Jahr 1987 und im Jahr 1993 war die Ch-55SM einsatzbereit. In den START-Verträgen wird sie als RKW-500B aufgeführt und der NATO-Codename lautet AS-15B Kent-B. Wiederum kommt der Nukleargefechtskopf mit 200 kT zur Anwendung. Die Reichweite der Ch-55SM beträgt rund 3.000 km und es wird ein Streukreisradius (CEP) von 10–20 m erzielt.

### Ch-65SE
Die Ausführung Ch-65SE entstand Mitte der 1990er-Jahre und war für den Exportmarkt bestimmt. Dies ist ein Seezielflugkörper der auf der Ch-55 basiert. Es entstanden nur Prototypen sowie Vorführmodelle und das Projekt wurde eingestellt. Die Ch-65SE verwendet eine 410-kg-Penetrationsgefechtskopf und die Reichweite beträgt 580 km.

### Ch-65DE
Die Ausführung Ch-65DE entstand Mitte der 1990er-Jahre und war für den Exportmarkt bestimmt. Um nicht die Vorgaben des Missile Technology Control Regime (MTCR) zu verletzen, wurde die Nutzlast und die Reichweite reduziert. Es entstanden nur Prototypen sowie Vorführmodelle und das Projekt wurde eingestellt. Dies ist ein Marschflugkörper auf der Basis der Ch-55. Die Ch-65DE verwendet eine 410-kg-Splittergefechtskopf oder Streumunition und die Reichweite beträgt 280 km.

### Ch-555SE
Diese Ausführung wurde erstmals 1997 erwähnt und war im Jahr 2004 operationell. Bei diesem Modell handelt es sich um eine Ch-55SM die mit einem konventionellen Gefechtskopf bestückt ist. Dabei wurde der Nukleargefechtskopf aus der Ch-55SM entfernt und durch einen 350–410 kg Splitter-/Brandgefechtskopf ersetzt. Zusätzlich zum neuen Gefechtskopf wurde an das Navigationssystem ein GLONASS/GPS-Empfänger angeschlossen. Je nach Verfügbarkeit wählt der Empfänger automatisch eines der beiden Satelliten-Signale aus. Für den Einbau des konventionellen Gefechtskopfs musste der Haupttreibstofftank der Ch-55SM verkleinert werden, was die maximale Reichweite deutlich reduziert. Weiter wird ab 2013 ein verbessertes Turbofan mit einem Schub von 4,4 kN verbaut. Der NATO-Codename der Ch-555 lautet AS-22 Kluge. Die Reichweite der Ch-555SE beträgt rund 2.000 km und es wird ein Streukreisradius (CEP) von 10–20 m erzielt.

### Ch-555Sch
Die Ch-555Sch entspricht der Ch-555SE ist aber mit einem Penetrationsgefechtskopf mit einem Gewicht von 200–410 kg bestückt. Die Reichweite und der Streukreisradius bleibt gegenüber der Ch-555SE unverändert.

### Ch-555SD
Die Ch-555SD entspricht der Ch-555SE ist aber mit einem Gefechtskopf für Streumunition mit einem Gewicht von 200–410 kg bestückt. Die Reichweite und der Streukreisradius entspricht der Ch-555SE.

## Trägerflugzeuge
Das erste Trägerflugzeug für die Ch-55 war die Tupolew Tu-95MS-6 „Bear“. Dieses Modell kann im Waffenschacht 6 Ch-55 mitführen. Die spätere Version Tupolew Tu-95MS-16 „Bear“ kann 6 Ch-55 im Waffenschacht sowie weitere 10 Ch-55 an zwei Außenlaststationen transportieren. Die Tupolew Tu-160 „Blackjack“ kann 12 Ch-55 im Waffenschacht mitführen.

## Einsatzkonzeption
Während des Kalten Krieges war die Ch-55 sowohl für einen nuklearen Erstschlag als auch für einen Zweitschlag vorgesehen. Durch eine große Anzahl gleichzeitig gestarteter Marschflugkörper sollte der Angriff nach der Taktik eines Sättigungsangriffes erfolgen.
Vor dem Start des Trägerflugzeuges müssen auf der Militärbasis im Navigationssystem der Ch-55 die entsprechenden Zielkoordinaten sowie das nötige digitale Radar-Kartenmaterial gespeichert werden. Hat das Trägerflugzeug das Abwurfgebiet erreicht, werden im Navigationssystem der Ch-55 die aktuelle Position und Flughöhe gespeichert. Danach erfolgt der Abwurf des Marschflugkörpers. Dieser kann in einem Höhenbereich von 700 bis 12.000 m, bei Geschwindigkeiten von 540 bis 1050 km/h erfolgen. Nach dem Abwurf folgt zunächst eine kurze, antriebslose Phase. Dabei entfalten sich die Trag- und Steuerflächen und das Triebwerk wird ausgefahren und gestartet. Danach sinkt die Ch-55 auf die Marschflughöhe. Der Marschflug erfolgt autonom im Konturenflug, in einer Flughöhe von 40 bis 110 m. Dabei sorgt der Höhenmesser für den nötigen Sicherheitsabstand zwischen der Lenkwaffe und der Erdoberfläche. Die Lenkung während des Marschfluges erfolgt mit dem Trägheitsnavigationssystem. Bei den Ausführungen Ch-555 kommt zusätzlich ein GLONASS/GPS-System zum Einsatz. Da das Trägheitsnavigationssystem pro Flugstunde eine Abweichung von mehreren hundert Metern generiert, fliegt der Marschflugkörper auf seiner Flugroute nacheinander verschiedene Wegpunkte ab, die zur Kurskorrektur verwendet werden. Das Gebiet der Wegpunkte ist in Form einer digitalen Matrix im TERCOM-System gespeichert. Beim Überfliegen der Wegpunkte vermisst das TERCOM-System die zuvor eingespeicherten Höhenprofile des überflogenen Gebietes und vergleicht sie mit den eingespeicherten Höhenprofilen des Soll-Flugpfades. Durch eine Vergleichsrechnung mittels Kalman-Filtern zwischen Soll- und vermessener Position wird dann eine Kurskorrektur errechnet. Für den Zielanflug kommt wiederum das TERCOM-System zur Anwendung. Beim Überfliegen der Höhenprofile des Zielgebiets, wird zum Zielpunkt der minimal möglichen Annäherung der Gefechtskopf in der Luft gezündet. Bei den späteren Ausführungen der Ch-555 kann mit der Unterstützung von GLONASS oder GPS ein Zielpunkt auch exakt angeflogen werden. Dabei kann die Gefechtskopfzündung auch beim Aufschlag auf der Erdoberfläche erfolgen.

## Verbreitung
Bis zum Ende der Sowjetunion wurden über 3000 Ch-55 produziert. Diese waren gemeinsam mit den Bombern in Engels, Ukrajinka, Rjasan, Usyn, Pryluky und in Semipalatinsk stationiert. Beim Zerfall der Sowjetunion im Jahr 1991 befanden sich rund 1800 Ch-55 in Russland. Die restlichen Ch-55 befanden sich in Kasachstan und der Ukraine. Die Ch-55 in Kasachstan wurden bis Ende 1991 zusammen mit den dazugehörigen Nuklearsprengköpfen im Tausch gegen Kampfflugzeuge an Russland abgegeben. In der Ukraine verblieben 1612 Ch-55. Die dazugehörigen Nuklearsprengköpfe wurden im Jahr 1992 im Tausch gegen Kernbrennstoff für die ukrainischen Kernkraftwerke an Russland abgegeben. Danach plante die Ukraine, 575 Ch-55 zusammen mit 3 Tu-95- und 8 Tu-160-Bombern an Russland zu verkaufen. Die restlichen Marschflugkörper sollten verschrottet oder umgebaut werden. Nachdem sich die Verhandlungen mit Russland über den Verkauf in die Länge zogen, begann die Ukraine damit, die Ch-55 und die Bomber zu verschrotten. Erst nachdem 10 Tu-160 verschrottet worden waren, reagierte Russland und schließlich konnte 1999 im Rahmen der Nunn-Lugar-Initiative eine Einigung erzielt werden. Im Zuge dessen gab die Ukraine für einen Schuldenerlass sowie eine russische Zahlung von 285 Mio. US-Dollar alle noch einsatzfähigen Ch-55 (darunter alle nuklearfähigen) sowie die noch flugfähigen Bomber an Russland ab und verpflichtete sich, die restlichen Ch-55 unter Aufsicht zu verschrotten. Die Überführung der Waffen nach Russland konnte nach mehrmaligen Verzögerungen im Jahr 2004 abgeschlossen werden. Nachdem es bei der Anzahl der noch in der Ukraine zu verschrottenden Ch-55 zu Unstimmigkeiten gekommen war, wurde eine Untersuchung eingeleitet. Die Untersuchung des ukrainischen Generalstaatsanwalts Swjatoslaw Piskun stellte fest, dass die ukrainische Firma Progress illegal 12 Ch-55 in den Iran und 6 weitere an die Volksrepublik China verkauft hatte. Dieser Verkauf verstieß gegen das Wassenaar-Abkommen sowie gegen die Richtlinien des MTCR und wurde international scharf kritisiert.

## Status
Ende 2021 befanden sich mehrere hundert Ch-55 in verschiedenen Ausführungen bei den Russischen Fernfliegerkräften im Einsatz. Als Startplattformen stehen entsprechend ausgerüstete Tu-95- und Tu-160-Bomber zur Verfügung. Diese Flugzeuge sind zusammen mit den Ch-55-Marschflugkörpern auf dem Militärflugplatz Engels-2 stationiert. Seit 2015 wird die Ch-55 durch das Nachfolgemodell Ch-101/102 ersetzt.

## Einsatz

### Bürgerkrieg in Syrien seit 2011
Die Ch-555 wurde erstmals im Rahmen des russischen Militäreinsatzes im Bürgerkrieg in Syrien ab November 2015 eingesetzt. Dabei wurden mindestens 34 Ch-555 gegen Ziele in Syrien gestartet. Als Startplattform dienten Bomber vom Typ Tu-95MS und Tu-160.

### Russischer Überfall auf die Ukraine
Beim Russischen Überfall auf die Ukraine 2022 sollen nach ukrainischen Angaben russische Marschflugkörper, die möglicherweise vom Typ Ch-555 waren, am 17. März 2022 aus dem Schwarzen Meer gegen das Flugzeugreparaturwerk in Lwiw eingesetzt worden sein. Nach Angaben des ukrainischen Militärs sollen 2 der 6 Marschflugkörper von der ukrainischen Flugabwehr abgefangen worden sein. Gemäß Schätzungen sollen die Streitkräfte Russlands bis Ende 2022 über 600 Ch-555 und Ch-101-Marschflugkörper gegen Ziele in der Ukraine gestartet haben. Das Verteidigungsministerium der Ukraine behauptet, dass die Ukrainischen Streitkräfte 40 bis 90 % der Marschflugkörper abschießen konnten.
Im Dezember 2022 flog ein Marschflugflugkörper Ch-55 über die Ukraine hinaus, ging in einem Wald in Polen nieder und explodierte nicht. Dieser Flugkörper wurde dann erst im April 2023 entdeckt und untersucht. Dabei wurde festgestellt, dass der Gefechtskopf keinen Sprengstoff enthielt, sondern Beton. Der Flugkörper sollte vermutlich die ukrainische Flugabwehr irritieren und kann nicht ohne das Gewicht an der Spitze fliegen. Der Zerstörungsradius einer Betonbombe ist relativ gering, da sie nur beim Einschlag durch ihre Bewegungsenergie und ihr Gewicht Schäden verursachen kann.